# Waldemar Fredenberg
Waldemar Fredenberg, född 21 maj 1893 i Bjuråkers församling, Gävleborgs län, död 17 augusti 1988 i Stocksund, var en svensk bergsingenjör och industriman.
Waldemar Fredenberg var son till Karl Fredenberg. Han utexaminerades från Tekniska högskolan i Stockholm 1917, var gruvmätare vid Grängesbergs gemensamma förvaltning 1917–1918, andre ingenjör där 1918–1936 och förste ingenjör vid LKAB i Malmberget från 1937–1945, disponent vid LKAB i Kiruna 1945–1948, vid Grängesbergsbolaget i Grängesberg 1948–1955 och konsult vid Grängesbergsbolaget 1955–1959. Fredenberg invaldes som ledamot av Kungliga Ingenjörsvetenskapsakademien 1943. Han publicerade artiklar om gruvvetenskap bland annat i Jernkontorets Annaler.